# جدلیان
جدلیان (به عربی: جدلیان) یک منطقهٔ مسکونی در تونس است که در استان قصرین واقع شده‌است. جدلیان ۴٬۳۵۲ نفر جمعیت دارد.